# Zomerrust
Zomerrust is een televisieserie die oorspronkelijk in de periode 1993-1994 werd uitgezonden door de Vlaamse televisiezender VTM. De serie telt 42 afleveringen. Deze komedie handelt over de lotgevallen van de bewoners en uitbaters van een bungalowpark. De scenario's zijn van de hand van Ruud De Ridder.

## Rolverdeling
| Acteur                | Personage                | Opmerkingen |
| --------------------- | ------------------------ | ----------- |
| Werther Vander Sarren | Lou Van Genechten        |             |
| Gerda Marchand        | Georgette                |             |
| Harry De Peuter       | René Hooremans           |             |
| Gerd De Ley           | Robert Van Boom          | uitbater    |
| Veerle Dejonghe       | Daisy De Beuk            |             |
| Marc Bober            | Eugène Augustus)         |             |
| Liliane Raymaekers    | Charlotte                |             |
| Rudi Delhem           | Çois De Belder           |             |
| Pascale Bal           | Nathalie Van Boom-Jooris | uitbaatster |
| Luc Philips           | Jos Vleugels             |             |
| Ivo Pauwels           | Roger Vleugels           |             |
| Paul Peeters          | Frans Cornil             |             |
| Gert Lahousse         | Çois De Belder jr.       | seizoen 1   |
| Hans Van Cauwenberghe | Çois De Belder jr.       | seizoen 2   |
| Max Schnur            | Gust Van Genechten       |             |
| Luc Meirte            | Willy Opdebeek           |             |

## Afleveringenlijst
1. El Paradisio
2. Eugene, maar zeg maar Gene
3. Wedden dat?
4. De soepoorlog
5. De naakte flitser
6. Storm verwacht
7. De waarzegster
8. De diefstal
9. Miss Margarine
10. Lichte zeden, zoete wraak
11. Het staat in de sterren geschreven
12. The way to your heart
13. Daar komt de bruid
14. Verbrand
15. Baas boven baas
16. Het wereldrecord
17. Tante Augusta
18. Twee handen op één buik
19. Tweelingbroer
20. Een ster voor zomerrust
21. 't Is weer voorbij die mooie zomer